# Carlo Colombo (calciatore)
Carlo Colombo (fl. XX secolo) è stato un calciatore italiano, di ruolo attaccante.

## Carriera
Ha disputato cinque stagioni con la maglia della Pro Patria, le prime due in Divisione Nazionale e poi i primi tre campionati della nuova Serie A, aveva esordito in Divisione Nazionale il 12 febbraio 1928 nella partita Modena-Pro Patria (1-2).

## Biografia
Carlo era conosciuto come Colombo II per non confonderlo con Giovanni Colombo I e Gaetano Colombo III.